# Guria
↘

Guria zászlaja.

Guria (grúz n გურია) Grúzia egyik közigazgatási régiója (grúzul mhare), az ország keleti részében, a Fekete-tenger partján.
Közigazgatási székhelye a mintegy 15 ezer lakosú Ozurgeti.

## Földrajza
Területe 2033 km² (valamivel kisebb, mint a legkisebb magyar vármegye, Komárom-Esztergom). 
Északnyugati szomszédja Szamegrelo-Felső-Szvanéti régió, északon Szamche-Dzsavaheti, délen Adzsaria autonóm köztársaság.

## Demográfia
Népessége 113 350 (2014-es adat).
Népességének változása:
| Lakosok száma | 167 600 | 159 980 | 151 335 | 113 350 | 107 100 |
|               | 1994    | 1995    | 1996    | 2014    | 2021    |

### Etnikai összetétele
Túlnyomórészben grúzok lakják, akik a grúz nyelv helyi nyelvjárását beszélik. A 2014-es népszámlálás adatai szerint legnagyobb etnikai kisebbségei az örmény (1228 fő) és az orosz (564 fő).

## Közigazgatási beosztása
Közigazgatásilag Guriát három kerületre osztották. Ezek a következők (zárójelben a 2014-es népességi adatok):
- Lancshuti (31 486)
- Ozurgeti (62 863)
- Csohatauri (19 001)

## Történelme
A középkorban létezett Guriai Fejedelemség, amely többé-kevésbé független volt a Grúz Királyságtól. Ezt a fejedelemséget a törökök számolták fel. Orosz uralom alá a 19. század elején került. A 20. század elején erős paraszti mozgalom alakult ki. Ez a vidék volt a grúz szociáldemokrata (mensevik) párt bázisa. E párt volt a rövid életű Grúz Demokratikus Köztársaság vezető ereje. A független Grúzia megalakulása után került ismét használatba a régióra vonatkoztatva a történelmi tartomány 'Guria' neve.

## Gazdasága
A régió gazdaságának fő ágai a mezőgazdaság és a turizmus. Guria fő természeti kincse a víz: híres a guriai Nabeglavi ásványvíz és a fekete-tengeri gyógyüdülő központ Ureki. Guria Grúzia egyik legnagyobb teatermelő régiója.

## Híres guriaiak
- Gabriel Kikodze, Imereti püspöke a 19. században.
- Komnénosz N. guriai fejedelemné (1447 után–1483 előtt), Mamia guriai fejedelem felesége és az utolsó trapezunti császár, II. Dávid lánya, aki az ősanyja volt Guria későbbi fejedelmeinek
- Ekvtime Takaisvili (1862 - 1952), történész.
- Kalistrate, össz-grúz pátriárka-katolikosz 1932 és 1952 között
- Noe Zordania, grúz miniszterelnök 1918 és 1921 között.
- Pavle Ingorokva (1893 - 1990), történész, filológus, filantróp.
- Eduard Sevardnadze, korábbi grúz elnök.
- Nodar Dumbadze, író.